# Лукьяшко, Алексей Васильевич

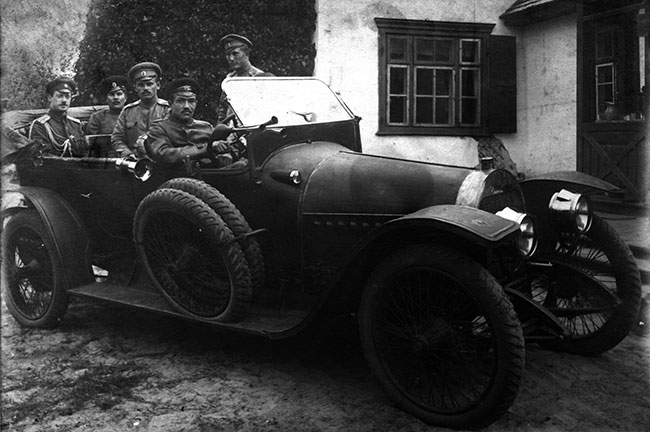
По дороге в 9-й авиаотряд. А.Лукьяшко крайний справа

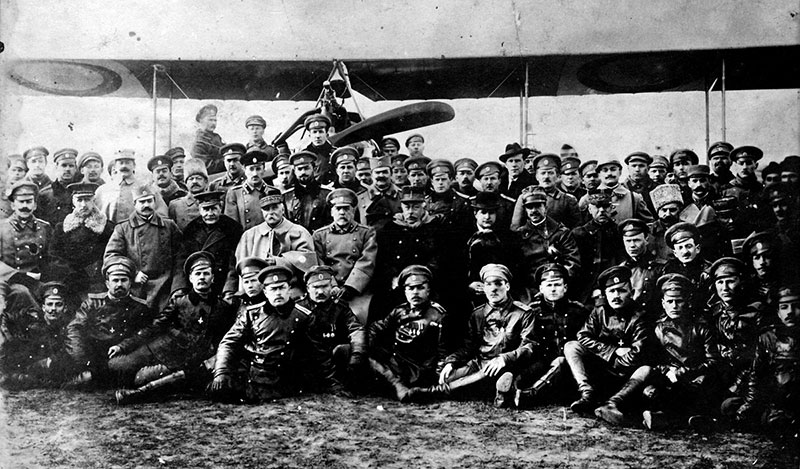
Миссия Тройственного союза. А. В. Лукьяшко в нижнем ряду второй справа. Одесса. 1916 г.

Алексей Васильевич Лукьяшко — российский и советский лётчик, один из стоявших у истоков советской военной авиации, летчик 1-го Кубанского авиационного отряда.

## Биография
Родился 15 марта 1895 года в станице Тихорецкой (ныне Фастовецкая Краснодарского края). Происходил из многодетной казачьей семьи, предки которой прибыли из Курской губернии. В мае 1906 года, в возрасте 11 лет, Алексей, бросив двухклассное станичное училище, пошел на работу, чтобы помочь родителям.
С 1908 по 1912 годы, постепенно приобщившись к кинопрокатному делу, будучи любознательным и прогрессивным человеком, освоил профессию киномеханика. В 1912 году уехал из родной станицы, чтобы попутешествовать по разным городам, расширить кругозор. Работал киномехаником в Екатеринодаре, Новороссийске, Керчи, Харькове, Новохоперске (Воронежской губернии), Александрове (Владимирской губернии), был известен в своей среде как хороший специалист.
Прокручивая короткометражные ленты об авиации, сильно ею заинтересовался. Когда началась Первая мировая война в августе 1914 года Алексей поступил добровольцем в авиационные части, чтобы стать лётчиком. Начал своё обучение, работая в должности моториста. Алексей Васильевич учился лётному делу в авиашколах в Гатчине и Одессе. Был прикомандирован к 31-му, а затем к 9-му корпусному авиаотряду. Участвовал в боевых действиях против немецких частей, занимался разведкой. В задачи, как правило, входили бомбометание и аэрофотосъемка вражеских объектов.
В 1917 году во время революционных событий находился в родной станице.
В мае 1918 года Лукьяшко прибыл в Екатеринодар (ныне Краснодар). Оттуда его направили в Царицын, где он отличился, отогнав самолет «белых», беспорядочно бомбивший город с мирным населением. В Царицыне Алексей Васильевич остался служить лётчиком по личной просьбе И. В. Сталина, у которого пользовался доверием. В это время был создан 1-й Кубанский авиационный отряд.
Имея заслуженную репутацию в военных революционных кругах, он не стремился к управленческим должностям, мотивируя это своей малограмотностью. Был лично знаком с известными фигурами того времени, такими как К. Ворошилов, Бонч-Бруевич, И. Кочубей, Г.Котовский и другие. Используя положение, он однажды защитил двадцать казаков из своей станицы от ссылки в Соловки, записав их в свою авиачасть в качестве рабочих-мотористов.
По окончании Гражданской войны вернулся в станицу Тихорецкая, где занимался созданием и развитием колхозов.
С 1931 года работал в Московской области и Москве, на аэродромах в Химках, Быково.
Во время Великой Отечественной войны здоровье Алексея Васильевича не позволило ему летать. Он занимал административно-хозяйственные управленческие должности на аэродромах, занимался обслуживанием самолётов. Имел боевые награды.
Родственники Лукьяшко сообщают, что судя по подписи на документах, Алексей Васильевич занимал начальствующую должность на Быковском аэродроме после его создания.
Ушел из жизни в 1959 году. Похоронен на мемориальном кладбище в Быково.
В 2015 году вышла книга А. В. Лукьяшко «Мой путь в авиацию», созданная на основе его мемуаров.